# Рачиба Олексій Іванович
Олексій Іванович Рачиба (нар. 24 грудня 1979) — український футболіст, півзахисник.

## Життєпис
Розпочав професіональну кар'єру в дніпропетровському «Дніпрі». У чемпіонаті України дебютував 26 травня 1998 року в матчі проти сімферопольської «Таврії» (1:1), Рачиба вийшов на 86 хвилині замість Сергія Беспалих. Також Олексій грав за «Дніпро-3» і «Дніпро-2». Влітку 2002 року був відданий в оренду луганській «Зорі», клуб на той час виступав у другій лізі. Другу частину сезону 2002/03 провів в івано-франківському «Спартаку». Влітку 2003 року перейшов у «Кримтеплицю» з Молодіжного. У команді у Другій лізі дебютував 2 серпня 2003 року в матчі проти білоцерківської «Росі» (2:2), у цьому матчі Рачиба відзначився голом на 81 хвилині. Всього в команді провів 52 матчі й забив 11 м'ячів — це 4 показник результативності клубу. Навесні 2006 року перейшов до сімферопольського «ІгроСервіса», в якому провів 50 матчів і забив 4 м'ячі. Взимку 2008 року перейшов у луганський «Комунальник», разом з командою виграв Другу лігу 2007/08 і вийшов у Першу лігу. Але незабаром клуб припинив своє існування і всім гравцям було надано статус вільних . Потім виступав в аматорських клубах, у тому числі в «Гвардійці» (Гвардійське) та «Форосі» (Ялта).

## Досягнення
- Друга ліга чемпіонату України
  -  Чемпіон (4): 1999/00, 2002/03, 2004/05, 2007/08
  -  Бронзовий призер (1): 2003/04